# Forty-Two Gang
Forty-Two Gang lub „The 42s” – chicagowska grupa młodocianych przestępców okresu Prohibicji.
Gang został założony w 1925 roku, początkowo liczba jego członków nie przekraczała 24 osób (później rozrósł się do 42). Jego nazwa odnosiła się do opowiadań o Ali Babie i jego czterdziestu rozbójnikach; członkowie (niektórzy mieli po 9 lat) uważali, że są lepsi od niego.
Młodociani przestępcy parali się m.in.:
- kradzieżami pojazdów (na części),
- kradzieżami i włamaniami do sklepów i stajni konnych (zabijali konie aby później sprzedawać koninę),
- napadami z bronią palną,
- obrabowaniami obwoźnych handlarzy,
- atakami wandalizmu.

Wielu z nich miało na sumieniu liczne morderstwa, rozboje i gwałty. Wśród swoich rodaczek i rówieśniczek we włoskiej dzielnicy (West Side) Chicago budzili powszechne uwielbienie. Dziewczęta pomagały im w popełnianiu licznych przestępstw oraz świadczyły usługi seksualne.
W 1928 roku wielu młodocianych członków gangu trafiło do domu poprawczego w St. Charles. Dyrektorem tej placówki był William J. Butler, który po pewnym czasie dostał ostrzeżenie od jednego z członków; grozili, że wszystkich tutaj pozabijają.
Kilka dni później pod mury poprawczaka podeszła grupa trzech osób z gangu (m.in. „Crazy” Patsy Steffanelli), którzy zostali złapani. Przyznali się, że mieli zamiar przedostać się na teren poprawczaka.
Szum medialny sprawił, że o gangu zaczęli się interesować ówcześni bossowie świata przestępczego Chicago; głównie Al Capone.
W szeregi organizacji Capone wstąpił – jako jeden z pierwszych członków „The 42s” – Sam Giancana, który stopniowo wprowadzał kolejnych członków m.in.:
- Sam Battaglia,
- Milwaukee Phil Alderisio,
- Sam DeStefano,
- Frank Caruso,
- Vincent Inserro,
- Willie Daddano,
- Charles Nicoletti,
- Fifi Buccieri,
- Albert Frabotta,
- William Aloisio,
- Rocco Potenza.

Gang stanowił swego rodzaju 'kuźnię talentów'; wielu jego członków stanowiło w późniejszych czasach o sile i obliczu mafii chicagowskiej w ramach Syndykatu.